# Malaysia ai XXIII Giochi olimpici invernali
La Malaysia ha partecipato ai XXIII Giochi olimpici invernali, che si sono svolti dal 9 al 28 febbraio 2018 a PyeongChang in Corea del Sud, con una delegazione composta da 1 atleta.

## Pattinaggio di figura
La Malaysia ha qualificato nel pattinaggio di figura un atleta, in seguito al 2017 CS Nebelhorn Trophy.
| Gara     | Atleta              | Programma corto | Programma corto | Programma libero | Programma libero | Totale | Totale    |
| Gara     | Atleta              | Punti           | Posizione       | Punti            | Posizione        | Punti  | Posizione |
| -------- | ------------------- | --------------- | --------------- | ---------------- | ---------------- | ------ | --------- |
| Maschile | Quota non assegnata |                 |                 |                  |                  |        |           |